# 승강제
승강제(昇降制)는 1부 리그와 2부 리그 등의 팀의 등급에 따른 여러 리그가 운용되는 리그에서 하위 리그 상위팀과 상위 리그 하위 팀을 맞바꾸는 제도이다. 플레이오프 (예:잉글랜드 챔피언십리그의 3~6위 간의 승격 플레이오프 - 과거부터 시행, 일본 J리그 디비전 2의 3~6위 간의 승격 플레이오프 - 2012년 시행 예정)를 거치기도 하고 아닌 경우도 있다. 이 방법은 끝까지 하위 팀 선수들이 긴장을 풀지 않고 경기에 열심히 뛰도록 하는 장점이 있다.

## 체계

### 잉글랜드 예시
다음은 잉글랜드 축구 리그 시스템의 승강 예시이다.
1. 프리미어리그 (레벨 1, 20팀): 하위 3팀이 강등된다.
2. 풋볼 리그 챔피언십 (레벨 2, 24팀): 상위 2팀은 자동으로 승격하고 3-6위 4팀이 플레이오프를 거쳐 승리한 팀이 세 번째로 승격한다. 하위 3팀은 강등된다.
3. 풋볼 리그 1 (레벨 3, 24팀): 상위 2팀은 자동으로 승격하고 3-6위 네 팀이 플레이오프를 통하여 세 번째 승격팀을 정한다. 하위 4팀은 강등된다.
4. 풋볼 리그 2 (레벨 4, 24팀): 상위 3팀은 자동으로 승격하고 4-7위 네 팀이 플레이오프를 통하여 네 번째 승격팀을 정한다. 하위 2팀은 강등된다.
5. 콘퍼런스 내셔널 (레벨 5, 24팀): 1위팀은 자동으로 승격하고 2-5위 네 팀이 플레이오프를 통하여 두 번째 승격팀을 정한다. 하위 4팀은 적절하게 콘퍼런스 노스 또는 콘퍼런스 사우스로 강등된다.
6. 콘퍼런스 노스와 콘퍼런스 사우스 (레벨 6, 각각 22팀이며 동시에 진행): 각 리그의 1위를 자동으로 승격하고 2-5위 네 팀이 플레이오프를 거쳐 각 리그의 두 번째 승격팀을 정한다. 각 리그의 하위 3팀은 적절하게 노던 프리미어리그 또는 서던 풋볼 리그, 이스미언 리그로 강등된다. 만일 승격과 강등이 이루어진 후 노스와 사우스의 팀 수가 동일하지 않다면, 승격팀 가운데 하나 또는 그 이상의 팀이 두 리그 사이에서 이동하게 된다.

### 그 외 리그의 체계
- 브라질 세리 A: 하위 4팀이 강등되고 브라질 세리 B 상위 4팀이 승격한다.
- K리그1: 최하위 1팀은 K리그2로 자동 강등되고 1팀은 승강 플레이오프를 통해 강등/잔류를 결정한다. 동시에 K리그2 상위 1팀은 K리그1으로 승격하고 1팀이 승강 플레이오프에서 K리그1 팀과 대결하여 승격/잔류를 결정한다.

## 같이 보기
- 요요 클럽